# Antistatik
Antistatik je tvar koja sprječava ili smanjuje stvaranje elektrostatičkog naboja na površini materijala koji djeluje kao električni izolator. Antistatici se primjenjuju kao aditivi u izradbi tekstilnih proizvoda, a većinom su to površinski aktivne tvari. Osim što smanjuju trenje, one svojim hidrofilnim skupinama privlače vlagu iz zraka i čine materijal slabo higroskopnim, pa se zbog ionske pokretljivosti elektrostatički naboj može lako odvoditi.